# Сваштара
Сваштара је ТВ серија снимана током 1997 године по текстовима Душка Радовића.
Сценарио и режију потписује Милош Радовић.
Из непознатих разлога, серија је тек почетком 2000- их емитована на РТС 1.

## Радња
Једна од неостварених жеља Душка Радовића била је да све што је написао, види у једним корицама. Била би то кабаста сваштара, нешто попут Свезнања или Пелагићевог Народног учитеља.
Све што је написао било би скупљено и поређано једно за другим, па књига колика буде да буде. Спојио би се пар са непаром: приче и рекламе, песме и најаве, скечеви и сонгови, афоризми и интервјуи. Спомињао је врсту слога, илустрације, па чак да би се некој искрици, реченици или пароли могло наћи место и на маргини. Само да све буде на једном месту, да се књига може читати где год се отвори, без редоследа и с времена на време, према расположењу.